# Laguna Huascacocha
Laguna de Huascacocha es una laguna altoandina peruana, ubicada a una altitud de 4484 m s. n. m., entre los distritos de Santa Bárbara de Carhuacayán y San Juan de Jarpa de la provincia de Yauli, en el departamento de Junín.